# Pé de cabra
O pé de cabra é um tipo de alavanca de metal que possui uma das extremidades semelhante a um pé de cabra. É utilizado para arrancar pregos e abrir caixas de madeira. O nome, em português, se origina da antiga prática de empalhar as patas da cabras e utilizá-las como ferramentas diversas.